# Cheiruridae
Famille
Sous-familles de rang inférieur
Les Cheiruridae sont une famille fossile de trilobites, arthropodes aujourd'hui disparus, de l'ordre des Phacopida et du sous-ordre des Cheirurina.

## Description
Les Cheiruridae sont caractérisés, comme d'autres taxons du sous-ordre des Cheirurina, par la présence d'épines sur leur pygidia. En 2014, J. M. Adrian recense dans cette famille 657 espèces et 99 genres.

## Classification
La famille des Cheiruridae a été décrite par les naturalistes Ignaz Hawle (d) et August Carl Joseph Corda en 1847.

### Stratigraphie
L'ordre des Phacopida a vécu du Cressagien du Furongien du Cambrien supérieur au Givétien du Dévonien moyen, en passant donc par l'Ordovicien et le Silurien..

### Collections
Selon Paleobiology Database en 2024, le nombre de collections référencées est de 1 276.

### Sous-familles
Selon Paleobiology Database en 2024, le nombre de sous-familles est de sept, :
- Acantoparyphinae Wittington & Evitt, 1954
- Cheirurinae Hawle & Corda, 1847
- Cyrtometopinae Öpik, 1937
- Deiphoniinae Raimond, 1913
- Eccoptochilinae Lane, 1971
- Pilekiinae Sdzuy, 1955
- Sphaerexochinae Öpik, 1937

## Liste des genres
Selon BioLib (6 juillet 2021) :

### Publication originale
- [1847] (de) I. Hawle et A. C. J. Corda, Prodrom einer Monographie der böhmischen Trilobiten, Prague, 1847, 176 p. .